# Masterpieces (HammerFall)
Masterpieces is het tweede compilatiealbum gemaakt door de Zweedse powermetalband HammerFall. De cd bestaat uit alle coverversies opgenomen door HammerFall met drie nieuwe onuitgebrachte nummers (gemarkeerd met een * in de tracklist hieronder).

## Beschrijving van de cover
De cover van het album verwijst naar de tracks van de bands dat HammerFall gecoverd heeft. 
Aan de linkerzijde van de cover: het Twisted Sisterlogo gesprayd op de muur; een schild met het Warlordlogo; een steen met daarop het logo van Pretty Maids; een pompoen (Helloween); een Japanse vlag van de rijzende zon (Loudness); een straatpaal waar Park Av op staat geschreven wat refereert aan de zin I tell ya Park Avenue uit het nummer "Youth Gone Wild" van Skid Row. 
Aan de rechterzijde van de cover: een skeletarm die vanuit de grond een gitaar omhoog houdt (Rising Force); een 'E' die symbool staat voor de band Europe; een scheermesje waar 'Swedish Steel' op staat geschreven (Judas Priest); een wegwijzer met daarop Detroit een refrentie naar het nummer "Detroit Rock City" van KISS; de groenharige zombie die op de cover staat van Picture's album Eternal Dark; de Zweedse vlag staat voor Roger Pontare die Zweden vertegenwoordigde in het Eurovisiesongfestival van 2000.

## Hitnoteringen[1]
| Land        | Hoogste positie |
| ----------- | --------------- |
| Zweden      | 15              |
| Duitsland   | 69              |
| Zwitserland | 38              |

## Lijst van nummers
| Nr. | Titel                         | Schrijver(s)                                                                                       | Cover van                 | Duur |
| --- | ----------------------------- | -------------------------------------------------------------------------------------------------- | ------------------------- | ---- |
| 1.  | Child of the Damned           | Bill J. Tsamis                                                                                     | Warlord                   | 3:42 |
| 2.  | Ravenlord                     | Harald Spengler                                                                                    | Stormwitch                | 3:31 |
| 3.  | Eternal Dark                  | Laurens Bakker, Chriz Van Jaarsveld, Pete Lovell, Henry Van Manen, Rinus Vreugdenhil               | Picture                   | 3:07 |
| 4.  | Back to Back                  | Ronnie Atkins, Ken Hammer, Alan Owen                                                               | Pretty Maids              | 3:39 |
| 5.  | I Want Out                    | Kai Hansen                                                                                         | Helloween                 | 4:36 |
| 6.  | Man on the Silver Mountain    | Ritchie Blackmore, Ronnie James Dio                                                                | Rainbow                   | 5:55 |
| 7.  | Head Over Heels               | Peter Baltes, Gaby Hauke (Deaffy), Udo Dirkschneider, Herman Frank, Wolf Hoffmann, Stefan Kaufmann | Accept                    | 4:35 |
| 8.  | Run with the Devil            | Styrbjörn Wahlquist                                                                                | Heavy Load (Zweedse band) | 5:13 |
| 9.  | We're Gonna Make It           | Dee Snider                                                                                         | Twisted Sister            | 3:33 |
| 10. | Breaking the Law              | Rob Halford, K. K. Downing, Glenn Tipton                                                           | Judas Priest              | 2:48 |
| 11. | Angel of Mercy                | David T. Chastain                                                                                  | Chastain                  | 5:38 |
| 12. | Rising Force                  | Joe Lynn Turner, Yngwie J. Malmsteen                                                               | Yngwie Malmsteen          | 4:31 |
| 13. | Detroit Rock City             | Paul Stanley, Bob Ezrin                                                                            | Kiss                      | 3:53 |
| 14. | Crazy Nights                  | Minoru Niihara, Akira Takasaki                                                                     | Loudness                  | 3:38 |
| 15. | När vindarna viskar mitt namn | Peter Dahl, Linda Jansson, Thomas Holmstrand                                                       | Roger Pontare             | 3:11 |
| 16. | Flight of the Warrior*        | Tony Moore, Mark Reale, Don Van Stavern                                                            | Riot                      | 4:24 |
| 17. | Youth Gone Wild*              | Rachel Bolan, Dave Sabo                                                                            | Skid Row                  | 3:22 |
| 18. | Aphasia*                      | John Norum                                                                                         | Europe                    | 2:35 |

## Bezetting
| Naam             | Functie                        | Tracks                       |
| ---------------- | ------------------------------ | ---------------------------- |
| Joacim Cans      | leadzanger                     | Alle nummers behalve 5 en 10 |
| Oscar Dronjak    | gitarist, achtergrondzanger    | Alle tracks                  |
| Pontus Norgren   | gitarist, achtergrondzanger    | Tracks 16-18                 |
| Fredrik Larsson  | basgitarist, achtergrondzanger | Tracks 1, 15-18              |
| Anders Johansson | drummer                        | Tracks 7-18                  |
| Jesper Strömblad | drummer                        | Track 1                      |
| Glenn Ljungström | gitarist                       | Track 1                      |
| Patrik Räfling   | drummer                        | Tracks 1-5                   |
| Magnus Rosén     | basgitarist                    | Tracks 2-14                  |
| Stefan Elmgren   | gitarist, achtergrondzanger    | Tracks 2-15                  |

- "I Want Out": zang, gitaar en keyboards door Kai Hansen en achtergrondzang door Udo Dirkschneider
- "Man on the Silver Mountain": drums door AC, achtergrondzang door Kai Hansen
- "Head Over Heels": leadzanger Udo Dirkschneider en achtergrondzang door Kai Hansen
- "Breaking the Law": alle bandleden veranderden van instrument voor deze versie, Oscar voor zang, Joacim en Magnus op de gitaar, Patrick gebruikt basgitaar en Stefan de drums